# Campeonato Mundial de Clubes de Voleibol Masculino de 2024
O Campeonato Mundial de Clubes de Voleibol Masculino de 2024 foi a 19.ª edição deste torneio organizado anualmente pela Federação Internacional de Voleibol (FIVB). O evento ocorreu entre os dias 10 e 15 de dezembro, na cidade de Uberlândia, no Brasil.
A equipe do Sada Cruzeiro Vôlei conquistou o pentacampeonato ao vencer na final o italiano Itas Trentino por 3 sets a 1. O oposto Wallace de Souza foi eleito o melhor jogador da competição.

## Formato da disputa
O torneio foi divido na fase classificatória e na fase final. A fase classificatória foi disputada em turno único, com todas as equipes se enfrentando dentro de seu grupo. Os dois primeiros classificados de cada grupo avançaram para a fase final, estruturada em semifinais, disputa pelo terceiro lugar e final.

### Critérios de desempate
1. Número de vitórias
2. Número de pontos
3. Razão dos sets
4. Razão dos pontos
5. Resultado da última partida entre os times empatados

- Partidas terminadas em 3–0 ou 3–1: 3 pontos para o vencedor, 0 pontos para o perdedor;
- Partidas terminadas em 3–2: 2 pontos para o vencedor, 1 ponto para o perdedor.

## Equipes participantes
As seguintes equipes se qualificaram para o Campeonato Mundial de Clubes de 2024:
| Equipe                 | Confederação | Qualificação                                            | Última aparição |
| ---------------------- | ------------ | ------------------------------------------------------- | --------------- |
| Praia Clube            | CSV          | Anfitrião                                               | Estreante       |
| Sada Cruzeiro Vôlei    | CSV          | Campeão do Campeonato Sul-Americano de 2024             | 2023            |
| Ciudad Vóley           | CSV          | Vice-campeão do Campeonato Sul-Americano de 2024        | Estreante       |
| Itas Trentino          | CEV          | Campeão da Liga dos Campeões da Europa de 2023–24       | 2022            |
| Cucine Lube Civitanova | CEV          | Semifinalista da Liga dos Campeões da Europa de 2023–24 | 2021            |
| Foolad Sirjan          | AVC          | Campeão do Campeonato Asiático de 2024                  | 2021            |
| Shahdab Yazd           | AVC          | Vice-campeão do Campeonato Asiático de 2024             | Estreante       |
| Al-Ahly SC             | CAVB         | Campeão do Campeonato Africano de 2024                  | 2015            |

Obs: O Jastrzębski Węgiel, finalista da Liga dos Campeões da Europa de 2023–24, decidiu não participar do torneio, herdando a vaga o Cucine Lube Civitanova.

## Local das partidas
| Uberlândia , Brasil |
| ------------------- |
| Ginásio Sabiazinho  |
|                     |
| Capacidade: 8 000   |

## Grupos
| Grupo A                | Grupo B             |
| ---------------------- | ------------------- |
| Praia Clube            | Ciudad Vóley        |
| Al-Ahly SC             | Sada Cruzeiro Vôlei |
| Foolad Sirjan          | Shahdab Yazd        |
| Cucine Lube Civitanova | Itas Trentino       |

## Fase classificatória
- As partidas seguem o horário local (UTC-3).

|  | Classificados para as semifinais |

### Grupo A
|     |                        |     | Jogos | Jogos | Jogos | Resultados | Resultados | Resultados | Resultados | Resultados | Resultados | Sets | Sets | Sets  | Pontos | Pontos | Pontos |
| Pos | Equipe                 | Pts | T     | V     | D     | 3–0        | 3–1        | 3–2        | 2–3        | 1–3        | 0–3        | V    | P    | R     | V      | P      | R      |
| --- | ---------------------- | --- | ----- | ----- | ----- | ---------- | ---------- | ---------- | ---------- | ---------- | ---------- | ---- | ---- | ----- | ------ | ------ | ------ |
| 1   | Foolad Sirjan          | 8   | 3     | 3     | 0     | 1          | 1          | 1          | 0          | 0          | 0          | 9    | 3    | 3,000 | 273    | 239    | 1.142  |
| 2   | Cucine Lube Civitanova | 7   | 3     | 2     | 1     | 1          | 1          | 0          | 1          | 0          | 0          | 8    | 4    | 2,000 | 286    | 247    | 1.158  |
| 3   | Al-Ahly SC             | 3   | 3     | 1     | 2     | 0          | 1          | 0          | 0          | 2          | 0          | 5    | 7    | 0.714 | 260    | 287    | 0.906  |
| 4   | Praia Clube            | 0   | 3     | 0     | 3     | 0          | 0          | 0          | 0          | 1          | 2          | 1    | 9    | 0.111 | 207    | 253    | 0.818  |

Resultados
| 10 de dezembro 13:30 P2 | Foolad Sirjan  | 3 — 2                         | Cucine Lube Civitanova | Ginásio Sabiazinho, Uberlândia Público: 250 Árbitro(s): PUR Hector Ortiz BRA Paulo Luis Beal |
| 10 de dezembro 13:30 P2 | 25 14 24 25 16 | Set 1 Set 2 Set 3 Set 4 Set 5 | 21 25 26 23 14         | Ginásio Sabiazinho, Uberlândia Público: 250 Árbitro(s): PUR Hector Ortiz BRA Paulo Luis Beal |

| 10 de dezembro 17:00 P2 | Praia Clube | 1 — 3                   | Al-Ahly SC  | Ginásio Sabiazinho, Uberlândia Público: 1 125 Árbitro(s): PER Walter Hugo Vera Mechan ARG Nicolas Casado |
| 10 de dezembro 17:00 P2 | 23 25 21 25 | Set 1 Set 2 Set 3 Set 4 | 25 23 25 27 | Ginásio Sabiazinho, Uberlândia Público: 1 125 Árbitro(s): PER Walter Hugo Vera Mechan ARG Nicolas Casado |

| 11 de dezembro 10:00 P2 | Foolad Sirjan | 3 — 1                   | Al-Ahly SC  | Ginásio Sabiazinho, Uberlândia Público: 150 Árbitro(s): ARG Nicolas Casado PER Walter Hugo Vera Mechan |
| 11 de dezembro 10:00 P2 | 19 25         | Set 1 Set 2 Set 3 Set 4 | 25 15 21 19 | Ginásio Sabiazinho, Uberlândia Público: 150 Árbitro(s): ARG Nicolas Casado PER Walter Hugo Vera Mechan |

| 11 de dezembro 17:00 P2 | Praia Clube | 0 — 3             | Cucine Lube Civitanova | Ginásio Sabiazinho, Uberlândia Público: 800 Árbitro(s): URU Denis Fabián Carbajal Mozzo DOM Denny Francisco Cespedes Lassi |
| 11 de dezembro 17:00 P2 | 18 19 26    | Set 1 Set 2 Set 3 | 25 28                  | Ginásio Sabiazinho, Uberlândia Público: 800 Árbitro(s): URU Denis Fabián Carbajal Mozzo DOM Denny Francisco Cespedes Lassi |

| 12 de dezembro 17:00 P2 | Praia Clube | 0 — 3             | Foolad Sirjan | Ginásio Sabiazinho, Uberlândia Público: 1 200 Árbitro(s): USA Nathan Mahaven PUR Hector Ortiz |
| 12 de dezembro 17:00 P2 | 16 13 21    | Set 1 Set 2 Set 3 | 25            | Ginásio Sabiazinho, Uberlândia Público: 1 200 Árbitro(s): USA Nathan Mahaven PUR Hector Ortiz |

| 13 de dezembro 20:30 P2 | Cucine Lube Civitanova | 3 — 1                   | Al-Ahly SC  | Ginásio Sabiazinho, Uberlândia Público: 248 Árbitro(s): ARG Nicolas Casado URU Denis Fabián Carbajal Mozzo |
| 13 de dezembro 20:30 P2 | 25 24 25               | Set 1 Set 2 Set 3 Set 4 | 21 26 16 17 | Ginásio Sabiazinho, Uberlândia Público: 248 Árbitro(s): ARG Nicolas Casado URU Denis Fabián Carbajal Mozzo |

### Grupo B
|     |                     |     | Jogos | Jogos | Jogos | Resultados | Resultados | Resultados | Resultados | Resultados | Resultados | Sets | Sets | Sets  | Pontos | Pontos | Pontos |
| Pos | Equipe              | Pts | T     | V     | D     | 3–0        | 3–1        | 3–2        | 2–3        | 1–3        | 0–3        | V    | P    | R     | V      | P      | R      |
| --- | ------------------- | --- | ----- | ----- | ----- | ---------- | ---------- | ---------- | ---------- | ---------- | ---------- | ---- | ---- | ----- | ------ | ------ | ------ |
| 1   | Itas Trentino       | 7   | 3     | 2     | 1     | 2          | 0          | 0          | 1          | 0          | 0          | 8    | 3    | 2.667 | 249    | 218    | 1.142  |
| 2   | Sada Cruzeiro Vôlei | 5   | 3     | 2     | 1     | 0          | 1          | 1          | 0          | 1          | 0          | 7    | 6    | 1.167 | 296    | 286    | 1.035  |
| 3   | Shahdab Yazd        | 3   | 3     | 1     | 2     | 0          | 1          | 0          | 0          | 1          | 1          | 4    | 7    | 0.571 | 242    | 259    | 0.934  |
| 4   | Ciudad Vóley        | 3   | 3     | 1     | 2     | 0          | 1          | 0          | 0          | 1          | 1          | 4    | 7    | 0.571 | 242    | 266    | 0.910  |

Resultados
| 10 de dezembro 10:00 P2 | Itas Trentino | 3 — 0             | Shahdab Yazd | Ginásio Sabiazinho, Uberlândia Público: 200 Árbitro(s): BRA Angela Grass URU Denis Fabián Carbajal Mozzo |
| 10 de dezembro 10:00 P2 | 25            | Set 1 Set 2 Set 3 | 12 22 21     | Ginásio Sabiazinho, Uberlândia Público: 200 Árbitro(s): BRA Angela Grass URU Denis Fabián Carbajal Mozzo |

| 10 de dezembro 20:30 P2 | Sada Cruzeiro Vôlei | 3 — 1                   | Ciudad Vóley | Ginásio Sabiazinho, Uberlândia Público: 1 540 Árbitro(s): DOM Denny Francisco Cespedes Lassi USA Nathan Mahaven |
| 10 de dezembro 20:30 P2 | 27 25               | Set 1 Set 2 Set 3 Set 4 | 29 21 17 22  | Ginásio Sabiazinho, Uberlândia Público: 1 540 Árbitro(s): DOM Denny Francisco Cespedes Lassi USA Nathan Mahaven |

| 11 de dezembro 13:30 P2 | Itas Trentino | 3 — 0             | Ciudad Vóley | Ginásio Sabiazinho, Uberlândia Público: 250 Árbitro(s): BRA Paulo Luis Beal BRA Angela Grass |
| 11 de dezembro 13:30 P2 | 25            | Set 1 Set 2 Set 3 | 22 23 16     | Ginásio Sabiazinho, Uberlândia Público: 250 Árbitro(s): BRA Paulo Luis Beal BRA Angela Grass |

| 11 de dezembro 20:30 P2 | Sada Cruzeiro Vôlei | 1 — 3                   | Shahdab Yazd | Ginásio Sabiazinho, Uberlândia Público: 1 685 Árbitro(s): PUR Hector Ortiz USA Nathan Mahaven |
| 11 de dezembro 20:30 P2 | 18 25 24 25         | Set 1 Set 2 Set 3 Set 4 | 25 20 26 27  | Ginásio Sabiazinho, Uberlândia Público: 1 685 Árbitro(s): PUR Hector Ortiz USA Nathan Mahaven |

| 12 de dezembro 20:30 P2 | Itas Trentino  | 2 — 3                         | Sada Cruzeiro Vôlei | Ginásio Sabiazinho, Uberlândia Público: 3 674 Árbitro(s): PER Walter Hugo Vera Mechan DOM Denny Francisco Cespedes Lassi |
| 12 de dezembro 20:30 P2 | 25 21 25 16 12 | Set 1 Set 2 Set 3 Set 4 Set 5 | 19 25 18 25 15      | Ginásio Sabiazinho, Uberlândia Público: 3 674 Árbitro(s): PER Walter Hugo Vera Mechan DOM Denny Francisco Cespedes Lassi |

| 13 de dezembro 17:00 P2 | Ciudad Vóley | 3 — 1                   | Shahdab Yazd | Ginásio Sabiazinho, Uberlândia Público: 125 Árbitro(s): DOM Denny Francisco Cespedes Lassi PER Hector Ortiz |
| 13 de dezembro 17:00 P2 | 25 17 25     | Set 1 Set 2 Set 3 Set 4 | 23 25 18     | Ginásio Sabiazinho, Uberlândia Público: 125 Árbitro(s): DOM Denny Francisco Cespedes Lassi PER Hector Ortiz |

## Fase final
|  | Semifinais             | Semifinais    |                     |   | Final | Final |
|  |                        |               |                     |   |       |       |
|  | 14 de dezembro         |               |                     |   |       |       |
|  |                        |               |                     |   |       |       |
|  | Foolad Sirjan Iranian  | 1             |                     |   |       |       |
|  | Foolad Sirjan Iranian  | 1             | 15 de dezembro      |   |       |       |
|  | Sada Cruzeiro Vôlei    | 3             |                     |   |       |       |
|  | Sada Cruzeiro Vôlei    | 3             | Sada Cruzeiro Vôlei | 3 |       |       |
|  | 14 de dezembro         |               | Sada Cruzeiro Vôlei | 3 |       |       |
|  |                        | Trentino Itas | 1                   |   |       |       |
|  | Itas Trentino          | Trentino Itas | 1                   | 3 |       |       |
|  | Itas Trentino          |               |                     | 3 |       |       |
|  | Cucine Lube Civitanova | 0             |                     |   |       |       |
|  | Cucine Lube Civitanova | 0             | Terceiro lugar      |   |       |       |
|  |                        |               |                     |   |       |       |
|  | 15 de dezembro         |               |                     |   |       |       |
|  |                        |               |                     |   |       |       |
|  | Foolad Sirjan Iranian  | 3             |                     |   |       |       |
|  | Foolad Sirjan Iranian  | 3             |                     |   |       |       |
|  | Cucine Lube Civitanova | 2             |                     |   |       |       |

### Semifinais
| 14 de dezembro 13:30 P2 | Foolad Sirjan | 1 — 3                   | Sada Cruzeiro Vôlei | Ginásio Sabiazinho, Uberlândia Público: 4 125 Árbitro(s): DOM Denny Francisco Cespedes Lassi ARG Nicolas Casado |
| 14 de dezembro 13:30 P2 | 23 11 25 24   | Set 1 Set 2 Set 3 Set 4 | 25 23 26            | Ginásio Sabiazinho, Uberlândia Público: 4 125 Árbitro(s): DOM Denny Francisco Cespedes Lassi ARG Nicolas Casado |

| 14 de dezembro 17:00 P2 | Itas Trentino | 3 — 0             | Cucine Lube Civitanova | Ginásio Sabiazinho, Uberlândia Público: 1 875 Árbitro(s): URU Denis Fabián Carbajal Mozzo USA Nathan Mahaven |
| 14 de dezembro 17:00 P2 | 25 28 25      | Set 1 Set 2 Set 3 | 20 26 19               | Ginásio Sabiazinho, Uberlândia Público: 1 875 Árbitro(s): URU Denis Fabián Carbajal Mozzo USA Nathan Mahaven |

### Terceiro lugar
| 15 de dezembro 11:00 P2 | Foolad Sirjan  | 3 — 2                         | Cucine Lube Civitanova | Ginásio Sabiazinho, Uberlândia Público: 1 545 Árbitro(s): PER Denny Francisco Cespedes Lassi USA Nathan Mahaven |
| 15 de dezembro 11:00 P2 | 23 25 21 26 19 | Set 1 Set 2 Set 3 Set 4 Set 5 | 25 23 25 24 17         | Ginásio Sabiazinho, Uberlândia Público: 1 545 Árbitro(s): PER Denny Francisco Cespedes Lassi USA Nathan Mahaven |

### Final
| 15 de dezembro 14:30 P2 | Sada Cruzeiro Vôlei | 3 — 1                   | Itas Trentino | Ginásio Sabiazinho, Uberlândia Público: 6 000 Árbitro(s): PUR Hector Ortiz ARG Nicolas Casado |
| 15 de dezembro 14:30 P2 | 25 20 25            | Set 1 Set 2 Set 3 Set 4 | 22 25 16 22   | Ginásio Sabiazinho, Uberlândia Público: 6 000 Árbitro(s): PUR Hector Ortiz ARG Nicolas Casado |

## Classificação final
| Posição           | Equipe                 |
| ----------------- | ---------------------- |
| Medalha de ouro   | Sada Cruzeiro Vôlei    |
| Medalha de prata  | Itas Trentino          |
| Medalha de bronze | Foolad Sirjan          |
| 4                 | Cucine Lube Civitanova |
| 5                 | Al-Ahly SC             |
| 6                 | Shahdab Yazd           |
| 7                 | Ciudad Vóley           |
| 8                 | Praia Clube            |

| Campeonato Mundial de Clubes de 2024     |
| ---------------------------------------- |
| Sada Cruzeiro Vôlei Campeão (5.º título) |

| Elenco |
| --- |
| Welinton Oppenkoski, Felipe Parra, Otávio Pinto, Matheus Brasília, Juan Velasco, Lukinhas, Wallace de Souza, Rodrigo Leão, Rodrigo Ribeiro, Douglas Souza, Gabriel Vaccari, Lucas Saatkamp, Alexandre Elias, Martos Antônio |
| Técnico |
| Filipe Ferraz |

## Estatísticas
As tabelas abaixo mostram os 3 melhores jogadores em cada habilidade ao final do torneio.
| Maiores pontuadoress | Maiores pontuadoress | Maiores pontuadoress | Maiores pontuadoress | Maiores pontuadoress | Maiores pontuadoress |
|                      | Jogador              | Ataques              | Bloqueios            | Saques               | Total                |
| -------------------- | -------------------- | -------------------- | -------------------- | -------------------- | -------------------- |
| 1                    | Wallace de Souza     | 97                   | 4                    | 7                    | 108                  |
| 2                    | Ali Hajipour         | 77                   | 13                   | 2                    | 92                   |
| 3                    | Alireza Abdolhamidi  | 58                   | 7                    | 3                    | 62                   |

| Melhores atacantes | Melhores atacantes  | Melhores atacantes | Melhores atacantes | Melhores atacantes | Melhores atacantes | Melhores atacantes |
|                    | Jogador             | Pts.               | Erros              | Ataques            | Média              | %                  |
| ------------------ | ------------------- | ------------------ | ------------------ | ------------------ | ------------------ | ------------------ |
| 1                  | Wallace de Souza    | 97                 | 24                 | 59                 | 19.40              | 53.89              |
| 2                  | Ali Hajipour        | 77                 | 25                 | 50                 | 15.40              | 50.66              |
| 3                  | Alireza Abdolhamidi | 58                 | 24                 | 45                 | 11.60              | 45.67              |

| Melhores bloqueadores | Melhores bloqueadores | Melhores bloqueadores | Melhores bloqueadores | Melhores bloqueadores | Melhores bloqueadores | Melhores bloqueadores |
|                       | Jogador               | Bloq.                 | Erros                 | Reb.                  | Média                 | %                     |
| --------------------- | --------------------- | --------------------- | --------------------- | --------------------- | --------------------- | --------------------- |
| 1                     | Mohammad Mousavi      | 13                    | 27                    | 25                    | 2.60                  | -21.54                |
| 2                     | Ali Hajipour          | 13                    | 14                    | 15                    | 2.60                  | -2.38                 |
| 3                     | Barthélémy Chinenyeze | 10                    | 19                    | 20                    | 2.00                  | -18.37                |

| Melhores sacadores | Melhores sacadores     | Melhores sacadores | Melhores sacadores | Melhores sacadores | Melhores sacadores | Melhores sacadores |
|                    | Jogador                | Pts.               | Erros              | Tentativas         | Média              | %                  |
| ------------------ | ---------------------- | ------------------ | ------------------ | ------------------ | ------------------ | ------------------ |
| 1                  | Alessandro Michieletto | 8                  | 13                 | 34                 | 1.60               | 14.55              |
| 2                  | Adis Lagumdzija        | 7                  | 18                 | 47                 | 1.40               | 9.72               |
| 3                  | Wallace de Souza       | 7                  | 11                 | 68                 | 1.40               | 8.14               |

| Melhores levantadores | Melhores levantadores | Melhores levantadores | Melhores levantadores | Melhores levantadores | Melhores levantadores | Melhores levantadores |
|                       | Jogador               | Êxito                 | Erros                 | Tent.                 | Média                 | %                     |
| --------------------- | --------------------- | --------------------- | --------------------- | --------------------- | --------------------- | --------------------- |
| 1                     | Mattia Boninfante     | 150                   | 1                     | 257                   | 30.00                 | 36.76                 |
| 2                     | Matheus Gonçalves     | 92                    | 2                     | 328                   | 18.40                 | 21.80                 |
| 3                     | Ali Ramezani          | 90                    | 3                     | 322                   | 18.00                 | 21.69                 |

| Melhores defensores | Melhores defensores | Melhores defensores | Melhores defensores | Melhores defensores | Melhores defensores | Melhores defensores |
|                     | Jogador             | Def.                | Erros               | Recepções           | Média               | %                   |
| ------------------- | ------------------- | ------------------- | ------------------- | ------------------- | ------------------- | ------------------- |
| 1                   | Fabio Balaso        | 52                  | 11                  | 14                  | 10.40               | 67.53               |
| 2                   | Mehdi Marandi       | 40                  | 16                  | 26                  | 8.00                | 48.78               |
| 3                   | Gabriele Laurenzano | 37                  | 8                   | 10                  | 7.40                | 67.27               |

| Melhores receptores | Melhores receptores | Melhores receptores | Melhores receptores | Melhores receptores | Melhores receptores | Melhores receptores |
|                     | Jogador             | Êxito               | Erros               | Tent.               | Média               | %                   |
| ------------------- | ------------------- | ------------------- | ------------------- | ------------------- | ------------------- | ------------------- |
| 1                   | Rodrigo Leão        | 42                  | 10                  | 96                  | 8.40                | 28.38               |
| 2                   | Fabio Balaso        | 39                  | 2                   | 70                  | 7.80                | 35.14               |
| 3                   | Mattia Bottolo      | 34                  | 2                   | 66                  | 6.80                | 33.33               |

Fonte: Volleyball World

## Prêmios individuais
A seleção do campeonato foi composta pelos seguintes jogadores:
- MVP (Most Valuable Player):  Wallace de Souza